# Hørsholm
Hørsholm est une municipalité de la région de Hovedstaden, au Nord-Est de l'île de Sjælland au Danemark.
Elle fait partie, avec La Roche-sur-Yon, du réseau REVE qui regroupe dix villes d'Europe afin de faciliter la mobilité des jeunes en formation professionnelle, et de favoriser la pratique de la citoyenneté européenne au quotidien. La municipalité comprend le village de Rungsted et le bourg de Hørsholm (siège de la municipalité), ainsi que plusieurs villages.
On peut y voir Rungstedlund, maison de Karen Blixen, aujourd'hui musée.
La commune abrite le plus important arboretum du Danemark, lequel dépend de l'Université de Copenhague.

## Géographie
La municipalité se trouve à 17 km des côtes suédoises.

## Économie
Elle est le siège de la société Velux.

## Personnalités

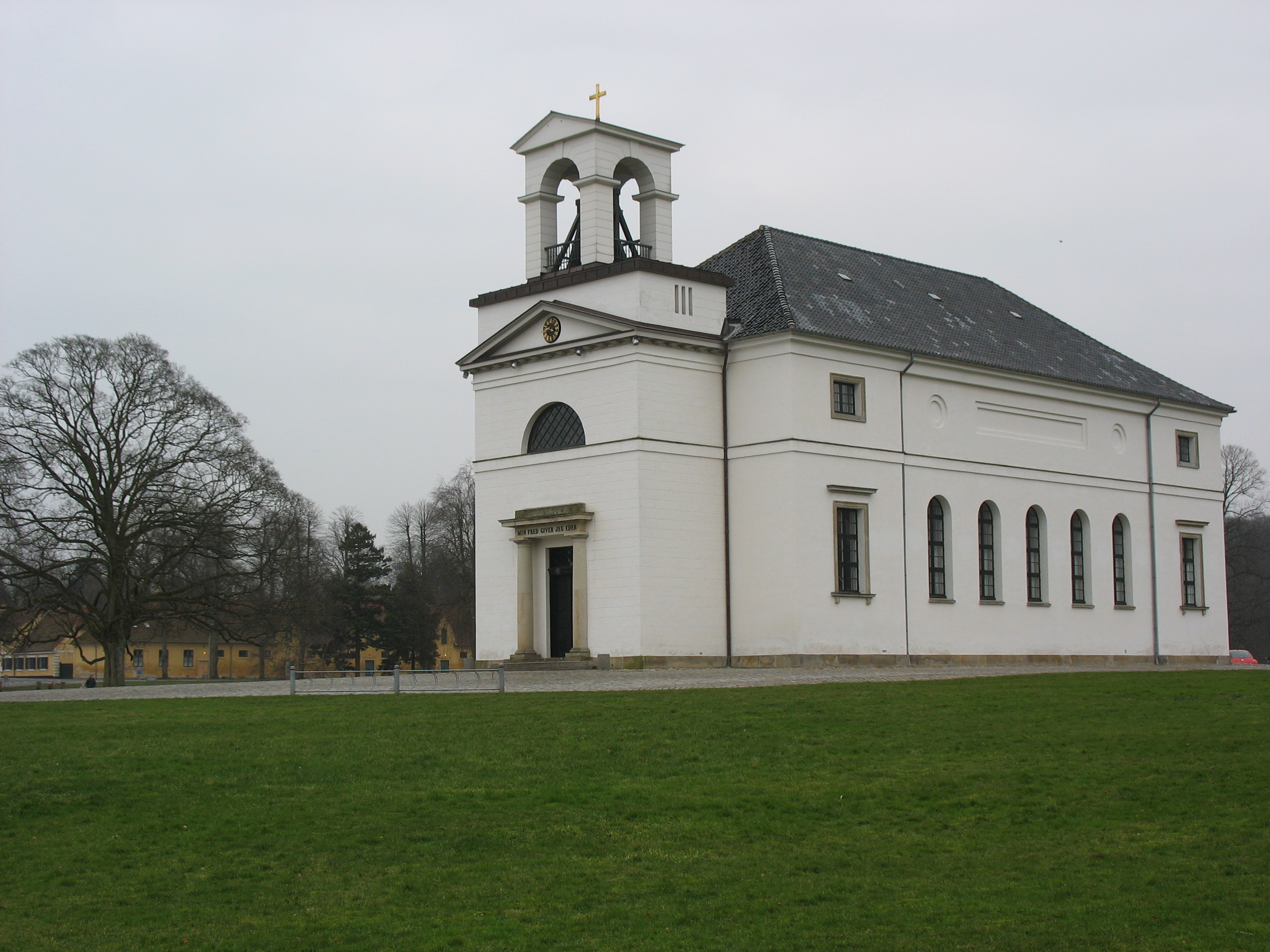
Vue de l'église du village de Hørsholm, construite en 1832

- Louise Augusta de Danemark (1771-1843), née au château de Hirschholm (aujourd'hui démoli)

à Hørsholm.
- Thomas Dinesen (1892-1979), frère de Karen Blixen, est enterré au cimetière du village de Hørsholm.
- Peter Løvenkrands (1980-), footballeur né à Hørsholm.
- Kristine Roug (1975-), navigatrice, championne olympique en 1996.
- Johan Otto von Spreckelsen (1929-1987), architecte de l'Arche de la Défense, est enterré au cimetière du village de Hørsholm.
- Anders Lind (1998-), pongiste professionnel.